# Pierre du Jarric
Pierre du Jarric, né en 1566 à Toulouse (France) et décédé le 2 mars 1617 à Saintes, en Charente-Maritime (France), est un prêtre jésuite français. Professeur de sciences ecclésiastiques à Bordeaux il est connu comme historien et écrivain.

## Biographie
Entré au noviciat de la Compagnie de Jésus le 8 décembre 1582 et ordonné prêtre vers 1593, Pierre du Jarric enseigne la philosophie et la théologie morale au collège jésuite de Bordeaux pendant quinze ans. 
Cependant il est surtout connu comme étant l’un des principaux auteurs sur l'histoire des premières missions jésuites outremer, bien qu'il ne fut jamais lui-même envoyé comme missionnaire à l’étranger. Il compile et arrange des récits de voyages et de progrès missionnaire relatés par ses confrères dans leur correspondance et rassemblés dans les ‘Lettres édifiantes et curieuses’.
Cette œuvre principale est intitulée Histoire des choses plus memorables advenues tant ez Indes Orientales, que autres païs de la descouverte des Portugais et dont les trois volumes sont publiés en 1608, 1610 et 1614. Son histoire des missions jésuites en Inde va jusqu'en 1609 et fut traduite en latin (1615).  Son travail fournit, pour un grand public un aperçu complet des activités missionnaires des jésuites jusqu'en 1609, principalement dans l’empire colonial portugais. Il contient de nombreuses informations précieuses sur l'histoire coloniale, la géographie et l'ethnographie des pays visités.  Son œuvre n'est pas originale ; elle est en partie une traduction de l'Historia de las missiones de Luis de Guzmán (Alcalá, 1601) et de Relaçãm annual de Fernão Guerreiro (Lisbonne, 1607), avec l'utilisation sporadique de lettres originales des missionnaires.
Du Jarric est également l’auteur d’une traduction française de la version espagnole (de Pedro de Ribadeneyra) du Paradisus animae œuvre spirituelle, alors (erronément) attribuée à saint Albert le Grand. 
Le père Pierre du Jarric meurt à Saintes le 2 mars 1617. Il avait 51 ans.

## Écrits
- Histoire des choses plus memorables advenues tant ez Indes Orientales, que autres païs de la descouverte des Portugais, en l'establissement et progrez de la foy Chrestienne et Catholique; et principalement de ce que les religieux de la Compagnie de Jesus y ont faict et enduré pour la mesme fin; depuis qu'ils y sont entrez jusques à l'an 1600 (3 vol.), Bordeaux, 1608-1614.
- Le paradis de l'âme ou traicté des vertus, Bordeaux, 1616.